# Будинок відпочинку

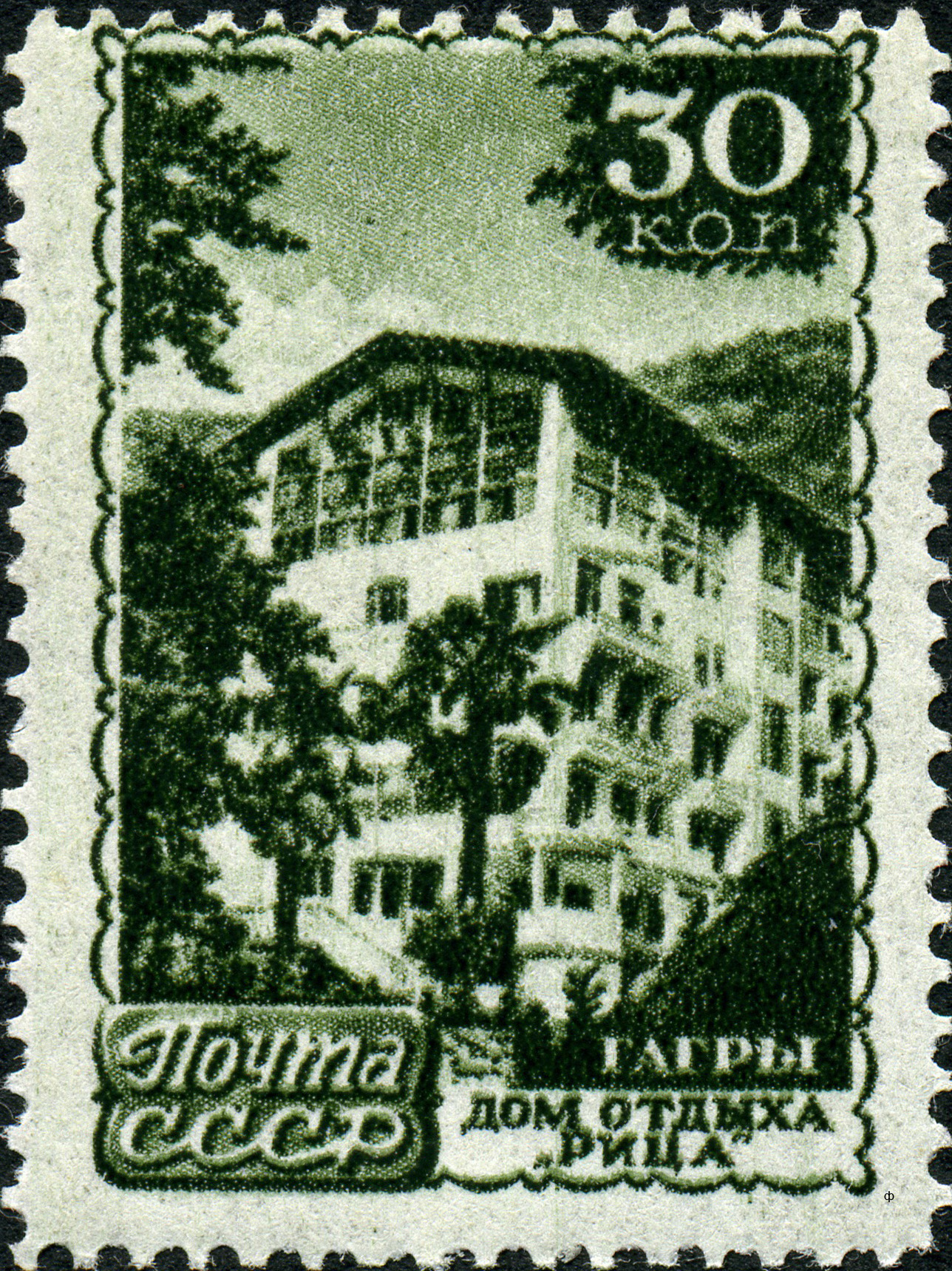
Будинок відпочинку «Ріца» у Гагрі на марці СРСР 1946 року (ЦФА [АТ «Марка»] № 1191)

Будинок відпочинку — заклад туризму та відпочинку, в якому пропонують послуги проживання та харчування в комфортних умовах, зазвичай терміном від тижня до місяця.
Будинки відпочинку можуть розташовувати як у курортних зонах, так і просто у мальовничих місцях. Вони призначені для здорових людей, яким не потрібне спеціальне лікування, на відміну від санаторіїв (здравниць).

## Історія

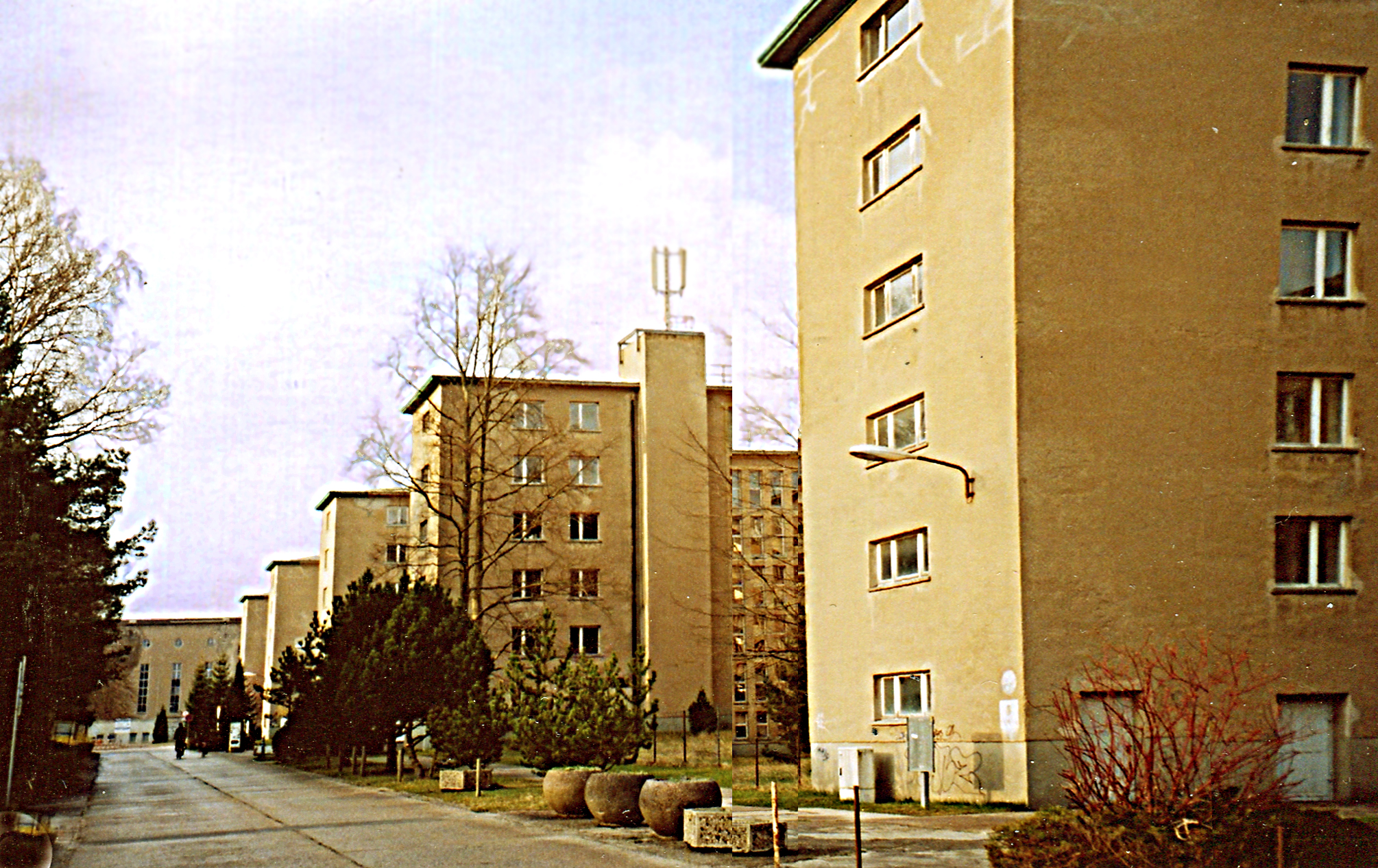
Комплекс масового відпочинку. Острів Рюген. Прора

Будинки відпочинку були характерні для СРСР від початку його існування та для інших соціалістичних країн. Вони були призначені для відпочинку трудящих.
Декрет РНК РРФСР від 13 травня 1921 року «Про будинки відпочинку» був першим законом післяреволюційної Росії, який регламентував створення інституту будинків відпочинку з метою надання робітникам і службовцям можливості відновити свої сили та енергію протягом отримуваної ними щорічної чергової відпустки в найбільш сприятливих умовах. Він наказував використовувати для організації будинків відпочинку насамперед заміські дачі, колишні поміщицькі садиби, монастирі тощо. Крім того, наказувалося при будинку відпочинку створювати сільськогосподарське підприємство, працівники якого забезпечуватимуть харчування гостей будинку відпочинку. Цей декрет підписав В. І. Ленін .
До радянських будинків відпочинку робітники та службовці прямували за путівками — профспілковими та від фабрично-заводських комітетів, часто безплатними, або з частковою оплатою (30% вартості). У радянських будинках відпочинку відводили якомога більший час, який проводили відвідувачі на свіжому повітрі, для чого організовували екскурсії та заняття фізкультурою та спортом. На 1970 рік у Радянському союзі було понад 1 200 будинків відпочинку (без одноденних) більш ніж на 220 000 місць.
Будинки відпочинку поширені на пострадянському просторі та колишніх соціалістичних країнах, але зазвичай відпочинок там платний, як у готелях, хостелах тощо.
У країнах, як Німеччина 1933-1945 років, відпочинок розглядали як масову політичну кампанію. В останні роки перед Другою світовою війною широку популярність отримав проект гігантського за розмірами та протяжністю комплексу Прора, призначеного для колективного відпочинку німецьких робітників на острові Рюген. Комплекс розташований на піщаному березі острова між Мукраном і Бінцем і має протяжність фасадом понад 4 кілометри. Ввести його в експлуатацію завадила Друга світова війна. Власником комплексу була організація «Сила через радість» (Kraft durch Freude), яка мала широкі можливості організації відпочинку трудящих та забезпечення їх туристичних поїздок. Наприклад, цій організації належав лайнер Вільгельм Густлофф.

## Галерея

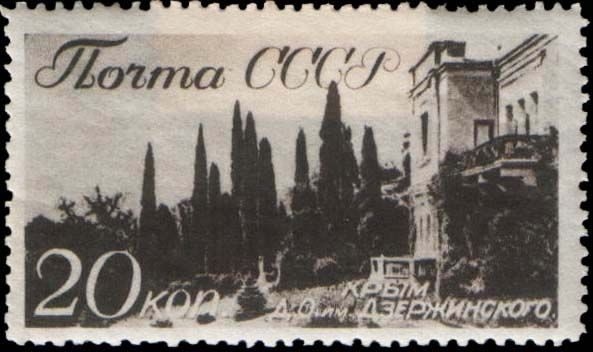
Будинок відпочинку імені Ф. Е. Дзержинського у Криму на марці СРСР 1938 року
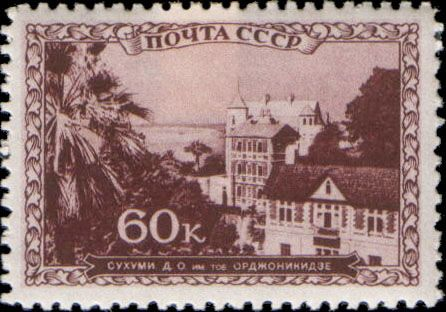
Будинок відпочинку ім. тов. Орджонікідзе у Сухумі на поштовій марці СРСР 1939 року